# À la recherche du capitaine Grant
Pour plus de détails, voir Fiche technique et Distribution.
À la recherche du capitaine Grant (en russe : В поисках капитана Гранта, V poiskakh kapitana Granta) est un téléfilm en sept épisodes réalisé par Stanislav Govoroukhine d'après le roman Les Enfants du capitaine Grant de Jules Verne. Produit par les studios d'Odessa et Nu Boyana Film il est diffusé pour la première fois par la Télévision centrale soviétique et par la Télévision nationale bulgare en 1986,.

## Épisodes
- Autour du monde avec Jules Verne (С Жюль Верном вокруг Света) : 13 mai 1986
- 37e parallèle sud (37 параллель) : 14 mai 1986
- Thalcave (Талькав) : 15 mai 1986
- Le Dieu d'or (Золотой бог) : 16 mai 1986
- Ben Joyce (Бен Джойс) : 19 mai 1986
- Chez les cannibales (В плену у каннибалов) : 20 mai 1986
- Robinson d'Océanie (Робинзон Океании) : 21 mai 1986

## Fiche technique
- Titre du film : À la recherche du capitaine Grant
- Titre original : В поисках капитана Гранта (V poiskakh kapitana Granta)
- Production : Studio d'Odessa
- Réalisation : Stanislav Govoroukhine
- Scénario : Stanislav Govoroukhine
- Photographie : Timur Zelma (ru)
- Compositeur : Isaac Dounaïevski, Maxime Dounaïevski
- Format : 35 mm - couleur
- Genre : film d'aventure
- Durée : 151 minutes
- Pays d'origine :  Union soviétique
- Date de sortie : 13 mai 1986-21 mai 1986

## Distribution
- Nikolaï Smirnov : Jules Verne
- Lembit Ulfsak : Jacques Paganel (voix: Alexeï Zolotnitski (ru))
- Nikolaï Yeriomenko : Lord Glenarvan
- Tamara Akoulova (ru) : Lady Glenarvan
- Vladimir Gostioukhine : Major Mac Nabbs
- Oleg Chtefanko (ru) : Capitaine John Mangles
- Anatoli Roudakov (ru) : Mr. Olbinett
- Rouslan Kourachov (ru) : Robert Grant
- Uldis Vazdiks (lv) : Wilson (voix: Youri Sarantsev)
- Alexandre Abdoulov : Bob Learce
- Boris Khmelnitsky : Capitaine Harry Grant
- Fiodor Odinokov (ru) : Paddy O'Moore
- Marina Vlady : Marko Vovtchok (voix : Irina Mirochnitchenko)
- Kosta Tsonev (en) : Hetzel
- Yavor Milouchev (bg) : Thalcave
- Ania Pentcheva (en) : Honorine du Fraysne de Viane
- Đoko Rosić : Tom Ayrton (voix : Igor Efimov (ru))
- Peter Slabakov (en) : chef indien (voix : Igor Efimov (ru))
- Luchezar Stoyanov : Raimundo Scorza (voix : Alexandre Beliavski)
- Marin Yanev (bg) : Nadar
- Gueorgui Stoyanov (bg) : Tom Austin (voix : Alexandre Beliavski)
- Rudolph Moukhine (ru) : bandit